# آنمون تاشکندی
آنمون تاشکندی (نام علمی: Anemone petiolulosa) نام یکی از گونه‌های شقایق نعمانی است. سرده شقایق نعمانی در ایران چهار گونه گیاه علفی دارد که آنمون تاشکندی یکی از آنهاست.